# Camtasia
Camtasia je profesionální softwarová sada vyvíjená společností TechSmith určená pro tvorbu videí a záznam obrazovky.

## Vlastnosti

### Záznam
Za pomoci komponenty Camtasia Video Editor lze nahrávat videa z pracovní plochy a z webkamery. Camtasia Video Editor dokáže nahrávat i zvuk z mikrofonu spolu se systémovými zvuky.
Součástí sady je také rozšíření pro Microsoft PowerPoint, které umožňuje záznam prezentace.

### Funkce
- Knihovna se šablonami
- K videu lze přidávat text a geometrické tvary pomomocí callouts
- Zoomování, přibližování detailů videa
- Vlastní motivy úvodních videí
- Po vyrenderování videa jeho nahrávání na Google Drive, YouTube, atd.
- Různé přechody
- Animace (přednastavené + možnost tvorby vlastní)

### Rendering videa
Program umožňuje ukládat neboli renderovat videa v následujících formátech a v různém rozlišení: MPEG-2, MPEG-4, WMV, AVI, a Adobe Flash. Následně umožňuje nahrát video na Youtube a na jiné weby nebo uložit na disk počítače. Uživatel si může vytvořit vlastní ukládací profil videa (Tuto možnost nejlépe splňuje verze 8 a výš).
Je také možné využít renderingu s přehrávačem (program vygeneruje HTML soubor).

## Verze
| Windows  | Windows         |
| Verze    | Datum           |
| -------- | --------------- |
| 8.0.0    | 19. června 2012 |
| 9.0.0    | 11. října 2016  |
| 2018.0.0 | 19. června 2018 |
| 2019.0.0 | 30. dubna 2019  |
| 2020.0.0 | 28. dubna 2020  |
| 2021.0.0 | 27. dubna 2021  |

| Mac      | Mac              |
| Verze    | Datum            |
| -------- | ---------------- |
| 2.0.0    | 6. prosince 2011 |
| 3.0.0    | 11. října 2016   |
| 2018.0.0 | 19. června 2018  |
| 2019.0.0 | 30. dubna 2019   |
| 2020.0.0 | 28. dubna 2020   |
| 2021.0.0 | 27. dubna 2021   |